# エストニア時間
エストニアでは標準時に東ヨーロッパ時間（エストニア語: Ida-Euroopa aeg、UTC+2）、夏時間に東ヨーロッパ夏時間（エストニア語: Ida-Euroopa suveaeg、UTC+3）が使用されている。夏時間は3月の最終日曜日の03:00（EET）から10月の最終日曜日の04:00（EEST）まで実施されるが、2000年と2001年には実施されなかった。

## 歴史
ソビエト連邦に併合された1940年以前のエストニア共和国では東ヨーロッパ時間（UTC+2）を使用していた。1940年のソビエト連邦の占領によりモスクワ時間（UTC+3）に変更され、1941年のナチス・ドイツの占領により中央ヨーロッパ時間（UTC+1）および中央ヨーロッパ夏時間（UTC+2）が使用されたが、1944年のソビエトの再占領によりモスクワ時間に戻された。1981年からは夏時間としてモスクワ夏時間（UTC+4）を導入。1988年、独立の気運の高まりにともないエストニア標準時の復活が決議され、1989年に東ヨーロッパ時間の復活および東ヨーロッパ夏時間が採用され現在に至っている。

## IANA time zone database
IANA time zone databaseのzone.tabには、エストニアの標準時が1つ含まれている。
| 国コード | 座標        | TZ             | 注釈 | 協定世界時との差 | 夏時間 | 備考 |
| -------- | ----------- | -------------- | ---- | ---------------- | ------ | ---- |
| EE       | +5925+02445 | Europe/Tallinn |      | +02:00           | +03:00 |      |